# Горняк (Амангельдинський район)
Горня́к (каз. Горняк) — село у складі Амангельдинського району Костанайської області Казахстану. Входить до складу Тастинського сільського округу.
У радянські часи село називалось Совхоз Горняк.
Населення —  (2021; 121 у 2009, 307 у 1999, 869 у 1989).